# Hypena flexilinea
Hypena flexilinea là một loài bướm đêm trong họ Erebidae.